# NGC 6151
NGC 6151 é um asterismo na direção da constelação de Apus. O objeto foi descoberto pelo astrônomo John Herschel em 1835, usando um telescópio refletor com abertura de 18,6 polegadas. 